# Pipa (djur)
Pipa är ett släkte av groddjur som ingår i familjen pipagrodor.
Arterna förekommer i östra Sydamerika och södra Centralamerika från Panama till delstaten Espirito Santo i Brasilien. Individerna lever nästan hela livet i vattnet. De syns bara utanför vattnet efter mycket nederbörd när de vandrar till andra vattenansamlingar. Under parningen håller hannen honan i den för groddjur typiska amplexus. Paret roterar under parningen så att äggen hamnar på honans rygg. I viss mån hjälper även hannen till för att få äggen på plats. På honans rygg förekommer många gropar som liknar cellerna i honungsbiets vaxkaka. Varje ägg placeras i sin egen cell.
Hos små arter (längd cirka 5 till 7 cm) som dvärgpipagroda (Pipa parva) och Pipa carvalhoi utvecklas först grodyngel. I äggen av större arter (längd upp till 20 cm) som pipagroda (Pipa pipa) och Pipa snethlageae bildas däremot full utvecklade ungar.
Arter enligt Catalogue of Life och Amphibian Species of the World:
- Pipa arrabali
- Pipa aspera
- Pipa carvalhoi
- Pipa myersi
- Pipa parva
- Pipa pipa
- Pipa snethlageae